# Chan Chan

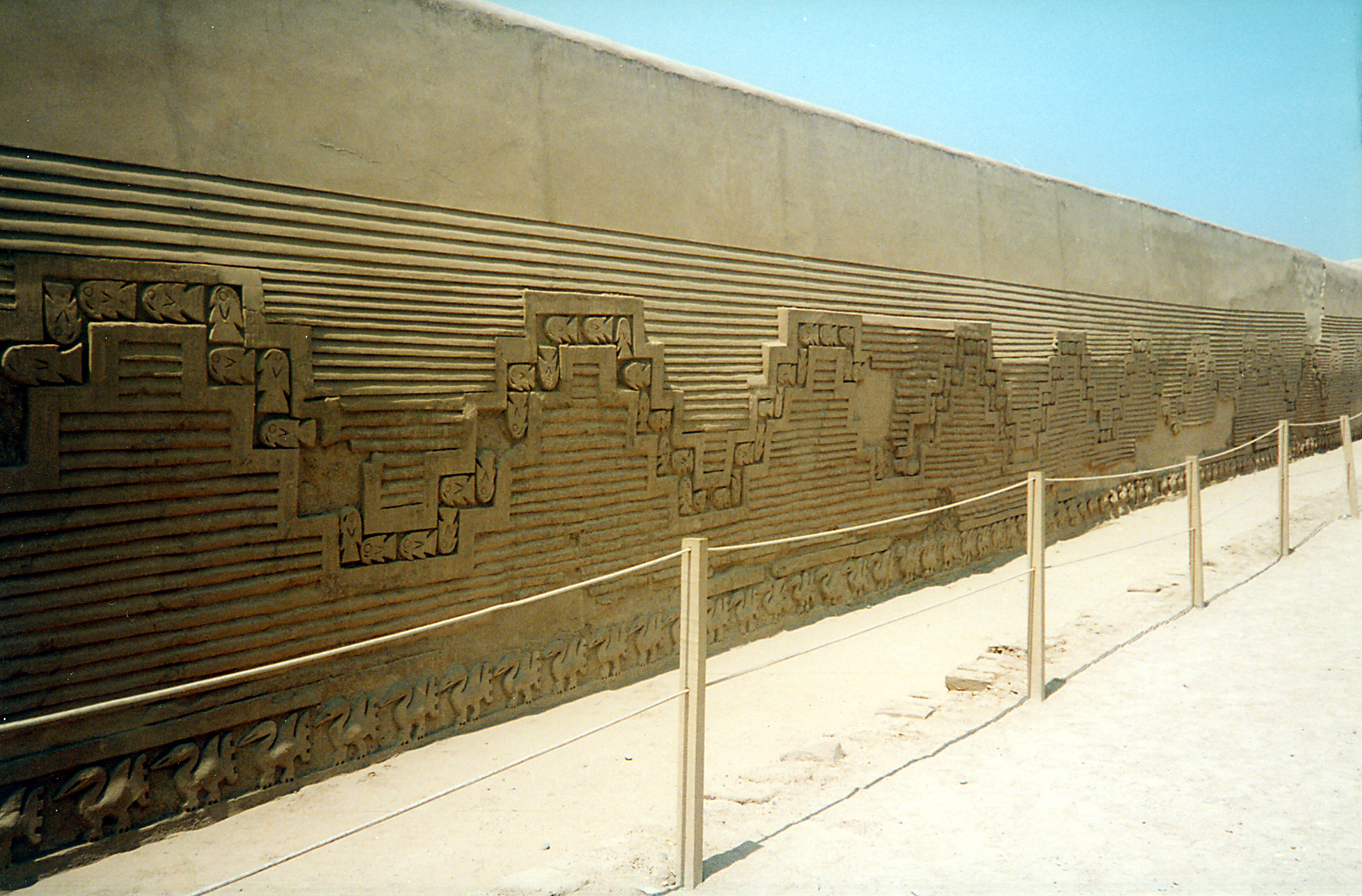
Mur med fiskreliefer

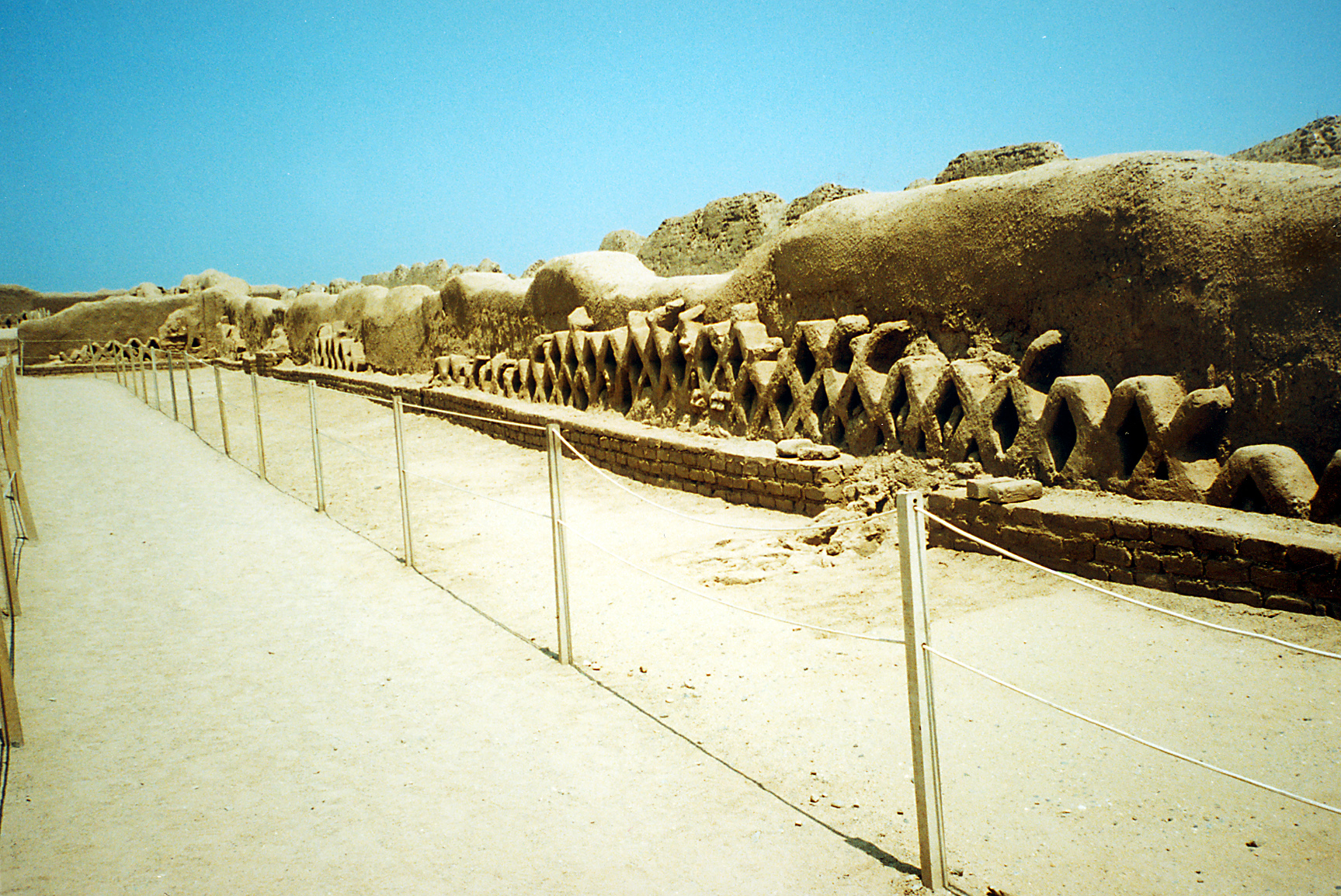
Mur med romber (fisknät)

Chan Chan, forntida stad nära Trujillo, La Libertad i norra Peru.
Chan Chan var huvudstaden i Chimúväldet (cirka 1000–1466). Ytan är 18 km² och det är den största pre-columbianska staden byggd i adobe. Staden utsågs av Unesco till världsarv 1986. Staden hade en befolkning på cirka 26 000 invånare. Chimúväldet hade cirka 1 miljon invånare. Staden var väldets huvudstad och centralort för religion, militär och administration.

## Läge
Chan Chan ligger i Mochedalen, vid havet, 6,7 km väster om Trujillos centrum, i departementet La Libertad, i norra Peru.
Eftersom staden utsattes för en brännande sol, kallade invånarna staden för Jang-Jang, vilket på Chimu-språk betyder sol-sol. Sedan döpte conquistadorerna om den till Chan Chan. Namnet kommer från språken Chimú eller Quigñan.

## Historia
Chan Chan var Chimuväldets huvudstad. Tack vare sin storlek och sin betydelse av att ha varit huvudstad i ett betydande och rikt kungadöme, har Chan Chan varit av intresse för resande och forskare sedan flera sekel.
Tacaynamo  var den förste härskaren i Chan Chan. Han hade en son, Guacricaur, och denne i sin tur en son som kallades Ñancempinco. Tillsammans var det tio kungar i denna dynasti. Den siste, Minchancaman, besegrades av Inkafolket.
Under vicekonungatiden i Peru 1532–1824 blev Chan Chan föremål för flera plundringar och förstörelse. Man trodde att det innanför murarna och pyramiderna skulle finnas stora skatter av guld och silver. Chan Chan är en av de viktigaste källorna till kunskap om den peruanska historien.
De viktigaste gudarna i Chimú-riket var havet och månen.
Man ägnade sig åt textiltillverkning, träarbeten och konstsmide i guld och silver.

## Arkitektur
Chan Chan består av tio kungliga kvarter. När kungen dog övergavs kvarteret och man byggde ett nytt för näste kung.
Den arkitektoniska formen på Chan Chan visar att det fanns en stark uppdelning med olika sociala klasser, vilka bodde i olika områden och byggnader allt efter deras ekonomiska förmåga. De kungliga kvarteren till exempel skyddas av upp till 13 meter höga murar och har bara en ingång, vilket gjorde det lätt att kontrollera in- och utpassage.
De kungliga kvarteren karakteriseras av följande:
- Kvarteren har rektangulär form
- De är orienterade i norr - söder
- De är indelade i tre sektorer
- Det är en konstruktion med hög grad av planläggning
- Huvudingången ligger åt norr
- Kvarteren har likartad indelning inuti
- Det finns torg, mottagningsrum, förråd, områden för begravning och brunnar för vattenförsörjningen

Inuti är kvarteren organiserade i tre sektorer: norr, mittdel och söder.
Den arkeologiska platsen som har en yta på cirka 20 kvadratkilometer anses vara världens största som är byggd av lera. 
De muromgärdade uppsättningar av palats som utgör själva metropolen är:
| Originalnamn | Nytt namn     | Betydelse         |
| ------------ | ------------- | ----------------- |
| Chayhuac     | Chayhuac An   | Chayhuac palats   |
| Uhle         | Xllangchic An | Östra palatset    |
| Laberinto    | Fechech An    | Västra palatset   |
| Gran Chimú   | Utzh An       | Stora palatset    |
| Squier       | Fochic An     | Norra palatset    |
| Velarde      | Ñing An       | Havets palats     |
| Bandelier    | Ñain An       | Fåglarnas palats  |
| Tschudi      | Nik An        | Centrala palatset |
| Rivero       | Chol An       | Nya palatset      |
| Tello        | Tsuts An      | Lilla palatset    |

## Tschudi-palatset
Tschudi-palatset visar vattnets betydelse, speciellt havet, och den religiösa kult som förekom i Chimu-kulturen. Högrelieferna på väggarna visar fiskar (i båda riktningarna, det vill säga vända emot norr och emot söder). Detta kan sägas representera de två vattenströmmar som går längs den peruanska kusten: Humboldtströmmen, en kall ström som kommer från söder och El Niño, en varm ström som kommer från norr). Relieferna visar också vågor, romber (fisknät), pelikaner och anzumitos (en sorts sjölejon).
Detta kustsamhälle regerades av den store Chimucapac och hölls ihop genom en social kontroll som hade uppstått i nödvändigheten av att administrera tillgången på vatten, likaså för att kunna möta de yttre hoten.  "Tschudi" hade en enda ingång och upp till 12 meter höga murar, bredare vid basen (5 meter) än vid toppen (1 meter) för att inte skadas av de förekommande jordskalven.

## Etappvis framväxt
Chan Chan byggdes inte på en gång. Genom studier av adobe-stenarna har man kunnat fastställa att staden har byggts i tre etapper. Den första, som motsvaras av den innersta kärnan, bildas av Uhle- och Chayhuac-kvarteren. Sedan växte staden mot väst, genom och Laberinto. Den sista Tello, är den första som har den inre delen uppdelad i tre delar. I etapp två byggdes "Gran Chimu" och byggnaderna i norra och västra sektorerna. Etapp tre kännetecknas av att då byggdes de återstående kungskvarteren. Kvarteren har fått namn efter de arkeologer som gjort utgrävningar: arkeologen Max Uhle och arkeologen Julio C. Tello.

## Konstruktionsmaterial
Murarna är byggda på en 50 cm hög grundmur, som tjänar som grund för väggarna av quincha (lera armerad med sockerrörsstammar), med tak av samma material, som stöds av stänger av trä. Rester av eldstäder och hushållskeramik har återfunnits.
För att bygga staden användes material som fanns i området. Likaså byggdes de kungliga kvarteren av murar av adobe på en bas av stenar hopfogade med lera som fått torka. Murarna är bredare nedtill och smalnar av upptill. För att bygga golv, ramper och plattformar och fylla väggarna användes delar av murstenar av adobe, jord, stenar och andra rester. Trä användes för att göra pelare, stöd och bågar. Man använde också bland annat sockerröret och liknande växter. Taken flätade av halm.
En av de detaljer som besökarna beundrar är den skönhet, variation och mängden murar dekorerade med högreliefer. Dessa gjordes med formar och dekorerar gårdarnas väggar och passager inne i kvarteren. De vanligaste motiven är geometriska mönster, men vanliga är också mönster med vågmönster, fiskar och fåglar.

## Vattenförsörjning
Vattenförsörjningen i Chan Chan tillgodosågs genom mer än 140 brunnar, varav 60% låg i zonen med de kungliga kvarteren, 12% i bostadskvarteren där emellertid cirka 90% av befolkningen bodde.